# La Colònia Lacambra
|  | Aquest article tracta sobre la colònia industrial de Les Masies de Voltregà. Si cerqueu l'empresa nascuda i desenvolupada a partir de La Farga Lacambra, vegeu «La Farga Group». |

La Colònia Lacambra o La Farga Lacambra és una entitat de població de les Masies de Voltregà (Osona), antiga colònia industrial dedicada a la metal·lúrgia del coure, on es manté encara la indústria, pertanyent ara a La Farga Group, i que ha esdevingut la seu del Museu del Coure. També se l'havia conegut amb el nom de La Farga d'Ordeig.

## Descripció
La Colònia Lacambra es troba al km 73,5 de la C-17, al peu del riu Ter. Actualment queda poca cosa de les estructures del que fou la colònia industrial, només alguns habitatges dels directius i les estructures hidràuliques per a la fàbrica de coure. L'empresa fou reformada completament en els darrers anys i, per tant, es tracta d'una indústria actual. L'entorn es troba totalment transformat per les modernes instal·lacions industrials, i les edificacions antigues estan majoritàriament tancades. L'antiga torre dels comtes de Lacambra és actualment l'edifici del Museu del Coure.

## Història
L'origen de la Farga Lacambra es troba en una foneria que Francesc Lacambra i Terradelles i el seu fill Francesc Lacambra i Pont van crear l'any 1808, a la Barceloneta, dedicada a la producció d'objectes i estris de coure i bronze per a la marina mercant. Als anys trenta del segle xix ampliaren la indústria amb el comerç de ferralla a l'engròs. Per ampliar la indústria, el 1852 construí una farga a la finca Ordeig de les Masies de Voltregà (Osona), al peu del Ter, denominada Farga d'Ordeig. Al començament fou dirigida per Joan Lacambra Pujades (1827-1896), net del fundador, i fabricava planxes de coure per al revestiment dels bucs dels vaixells.
La Farga va anar creixent fins a constituir una de les principals indústries metal·lúrgiques del país. La colònia d'habitatges per als obrers es va anar edificant a mesura que anava creixent l'empresa, i es va acabar l'any 1863 amb la construcció de l'església dedicada a sant Francesc de Paula, constituïda en sufragània de la parròquia de Sant Esteve de Vinyoles. Més endavant s'hi va construir un barri fabril modern l'any 1950 per als treballadors al nucli de Vinyoles, que s'estengué entre l'antic poblet i el carrer Major. En el moment de màxima esplendor la colònia va arribar a tenir 800 habitants. Alfons XIII va concedir el títol de comtes a la família Lacambra, l'any 1927.
El 1856 es va fundar una fàbrica tèxtil al costat de la farga, que el 1867 donava feina a 250 persones, però que actualment ja no existeix. La Farga ha utilitzat sempre el coure com a matèria primera, amb el qual ha fabricat una gran varietat de productes: des de calderes de vapor per a generadors d'energia i ferrocarrils fins a cables i trefilats, tubs de coure i laminats. Fins i tot, quan l'empresa va ser col·lectivitzada durant la Guerra Civil espanyola, van produir carcasses per a bombes. L'empresa va viure moments molt bons gràcies al proteccionisme dels aranzels. A partir dels anys quaranta es va iniciar una gran diversificació de productes com ara el fil de màquina, els conductors elèctrics, els laminats i els tubs de coure i de llautó, i va arribar a la màxima esplendor als anys seixanta, amb més de 300 treballadors. Als anys setanta hi va haver una forta crisi, que va ser superada als vuitanta amb una profunda reconversió. La Farga, que encara pertanyia als Lacambra, va canviar de mans i va passar a produir semitransformats del coure amb colada contínua, procedent de materials secundaris. A principis del 2002 tenia 124 treballadors i havia assolit una producció de 76.000 tm de coure, amb una facturació de 128 milions d'euros.

## Museu del Coure
El Museu del Coure és l'únic en tot Europa d'aquesta temàtica. Està ubicat a l'antiga torre dels Comtes Lacambra, un edifici de principis del segle xx, que es troba a dins del recinte de l'empresa. El Museu disposa d'una passarel·la que permet visitar directament a la fàbrica el procés productiu d'una fosa i els seus processos de semielaborats de coure, a més de veure com era la colònia antigament i una planta de trefilatge.
El Museu del Coure consta de quatre àrees: La Farga Lacambra, història d'una empresa, que resumeix la trajectòria de l'empresa al llarg de la història. El coure i els orígens de la metal·lúrgia, dedicat als orígens de la metal·lúrgia i l'ús del coure des dels inicis fins a la industrialització. L'element químic coure que tracta el coure des del punt de vista científic, amb les seves propietats físiques i químiques, i Tecnologia i aplicacions del coure, on s'expliquen els processos industrials d'obtenció, elaboració i purificació del coure. Inclou també una mostra d'objectes de coure, de bronze i de llautó de la societat industrial. La visita al Museu del Coure inclou una visita a la fàbrica amb una passarel·la. Es passa per les instal·lacions de la fàbrica La Farga Lacambra, per tota la part de foneria on es veu el procés de fondre el coure, una part de l'antiga colònia i finalment per una planta de trefilatge.